# Zettelbaum
Der Zettelbaum oder auch Teilkettbaum ist eine Walze, die in der Webereivorbereitung benötigt wird.
Von einem Spulengatter wird Garn, das spätere Kettgarn, auf den Zettelbaum aufgespult. Das Garn mehrerer Zettelbäume wird anschließend zu einem Kettbaum zusammengeführt, beziehungsweise assembliert oder gebäumt. Dieser Vorgang ist oft mit dem Schlichten kombiniert, bei dem das Garn beschichtet wird, um weniger Reibung im Webprozess zu verursachen.
Die Anzahl der Garne auf dem Zettelbaum ist nicht so hoch wie die Kettfadendichte auf dem Kettbaum und im Gewebe selbst. Für ein Gewebe werden oft mehrere tausend Kettfäden nebeneinander benötigt. Diese Fäden werden von einem Gatter abgezogen auf dem nur einige hundert Spulen Platz finden. Daher werden die Fäden erst in geringer Anzahl auf Zettelbäume aufgespult, bevor mehrere Zettelbäume zusammengeführt werden.
Zettelbäume werden immer dann verwendet, wenn große Kettfadenlängen und nur einfache Muster benötigt werden. Ein alternatives Verfahren ist das Schären, das zwar aufwändiger ist, aber eine größere Musterung zulässt.

## Rechenbeispiel
Ein 1,2 m breites Gewebe soll eine Fadendichte von 15 Fäden pro cm aufweisen. Das Gewebe besteht also aus 1800 Kettfäden. Das Spulengatter fasst nur 400 Garnspulen.
Es müssen also 5 Zettelbäume mit je 360 Fäden erstellt werden, die auf einen Kettbaum umgespult werden.